# Georg von Wöllwarth-Lauterburg
Georg Freiherr von Wöllwarth-Lauterburg (né le 12 juin 1836 à Essingen et mort le 16 mars 1919 à Essingen) est un propriétaire du manoir et député du Reichstag.

## Biographie
Georg von Wöllwarth-Lauterburg est le fils de Karl Ludwig Christian Wilhelm von Woellwarth (de) (1800-1867) et de sa première femme, Sophie comtesse von Scheler (1802-1864), fille de Georg von Scheler (de). Il fait ses études secondaires à Stuttgart, à l'Université de Berlin et à l'Académie de Hohenheim. De 1859 à 1861, il est lieutenant dans le 4e régiment de cavalerie du Wurtemberg, puis il est agriculteur en exercice sur ses domaines à Amalienhof, Lauterburg et Hohenroden. Il est membre du conseil d'administration de l'association du district agricole II, membre du comité permanent des autorités de transport et du conseil consultatif de l'Office central de l'agriculture.
Il est également député dans les chambres de Wurtemberg de 1870 à 1918, jusqu'en 1906 en tant que représentant de la chevalerie dans la chambre des députés, puis après l'amendement constitutionnel du Wurtemberg dans la chambre des seigneurs. De 1881 à 1887, il est également député du Reichstag pour la 10e circonscription de Wurtemberg (Gmünd (de), Göppingen (de), Welzheim, Schorndorf (de)) pour le parti impérial allemand.
Il est marié à Emma von Breidenbach, avec qui il a six enfants.